# Canoa/kayak ai Giochi della XXVIII Olimpiade - Slalom C1 maschile

## Risultati
Tutti i 16 canoisti hanno effettuato due discese di qualificazione; i 12 atleti con la migliore somma tra i due tempi si sono qualificati per la semifinale; da qui i primi 8 sono arrivati in finale. Le discese di qualificazione si sono svolte il 17 agosto, mentre semifinale e finale il 18 agosto.
| Rank | Atleta                       | Qualificazioni | Qualificazioni | Qualificazioni | Qualificazioni | Semifinale | Semifinale | Finale | Finale |
| Rank | Atleta                       | Discesa 1      | Discesa 2      | Totale         | Rank           | Tempo      | Rank       | Tempo  | Totale |
| ---- | ---------------------------- | -------------- | -------------- | -------------- | -------------- | ---------- | ---------- | ------ | ------ |
|      | Tony Estanguet Francia       | 99.23          | 102.30         | 201.53         | 2              | 93.37      | 2          | 95.79  | 189.16 |
|      | Michal Martikán Slovacchia   | 103.51         | 97.93          | 201.44         | 1              | 93.25      | 1          | 96.03  | 189.28 |
|      | Stefan Pfannmoeller Germania | 104.34         | 101.54         | 205.88         | 7              | 96.99      | 3          | 94.57  | 191.56 |
| 4    | Robin Bell Australia         | 100.11         | 112.57         | 212.68         | 12             | 97.48      | 4          | 95.35  | 192.83 |
| 5    | Tomas Indruch Rep. Ceca      | 99.81          | 102.87         | 202.68         | 4              | 98.22      | 5          | 97.06  | 195.28 |
| 6    | Simeon Hocevar Slovenia      | 104.17         | 105.18         | 209.35         | 9              | 100.24     | 8          | 99.54  | 199.78 |
| 7    | Jordi Sangra Spagna          | 108.48         | 104.06         | 212.54         | 11             | 99.84      | 6          | 100.57 | 200.41 |
| 8    | Stuart McIntosh Regno Unito  | 99.87          | 102.87         | 202.74         | 5              | 100.08     | 7          | 111.11 | 211.19 |
|      |                              |                |                |                |                |            |            |        |        |
| 9    | James Cartwright Canada      | 105.79         | 105.17         | 210.96         | 10             | 100.45     | 9          |        |        |
| 10   | Mariusz Wieczorek Polonia    | 103.14         | 98.66          | 201.80         | 3              | 101.30     | 10         |        |        |
| 11   | Ronnie Duerrenmatt Svizzera  | 103.91         | 102.55         | 206.46         | 8              | 102.52     | 11         |        |        |
| 12   | Danko Herceg Croazia         | 103.84         | 100.33         | 204.17         | 6              | 203.49     | 12         |        |        |
|      |                              |                |                |                |                |            |            |        |        |
| 13   | Krzysztof Supowicz Polonia   | 107.26         | 109.94         | 217.20         | 13             |            |            |        |        |
| 14   | Nicolas Peschier Francia     | 108.74         | 112.62         | 221.36         | 14             |            |            |        |        |
| 15   | Christos Tsakmakis Grecia    | 108.22         | 117.32         | 225.54         | 15             |            |            |        |        |
| 16   | Chris Ennis, Jr. Stati Uniti | 156.94         | 133.79         | 290.73         | 16             |            |            |        |        |